# توسعه یاگل
توسعه یاگل (انگلیسی: Yager Development) شرکت بازی ویدئویی آلمانی است، که در سال ۱۹۹۹ تأسیس شد.